# دار الظهر (جبلة)

تعديل مصدري - تعديل

دار الظهر هي إحدى قرى عزلة المعشار بمديرية جبلة التابعة لمحافظة إب، بلغ تعداد سكانها 689 نسمة حسب تعداد اليمن لعام 2004.